# Parque Olímpico del Segre
El Parque Olímpico del Segre (en catalán: Parc Olímpic del Segre) es un canal artificial de piragüismo ubicado en la población de la Seo de Urgel (Lérida), junto a una derivación del río Segre.

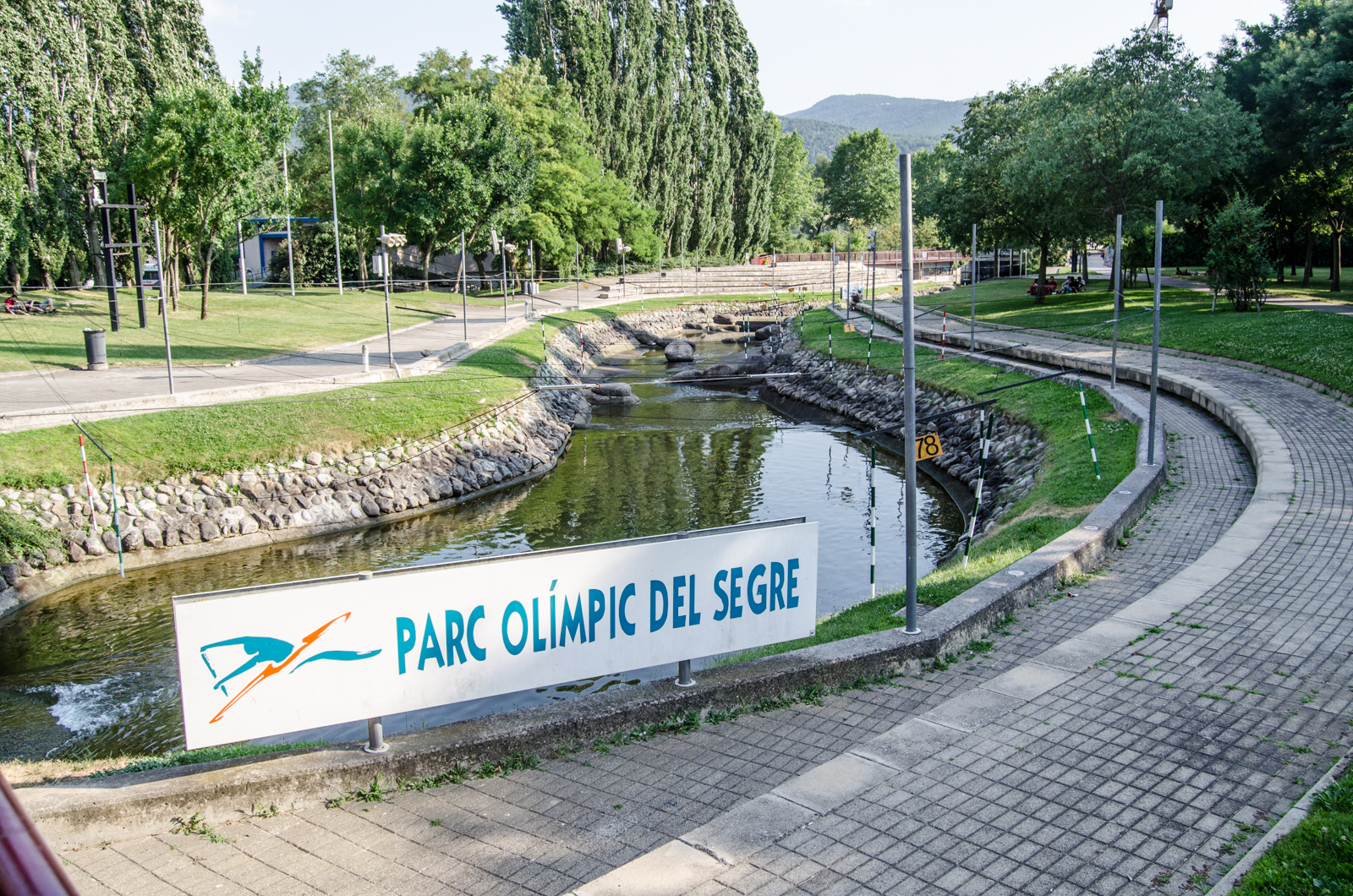
Canal de aguas bravas.

Sirve para practicar el piragüismo en aguas tranquilas, bravas o en eslalon a nivel lúdico o competitivo. También se puede practicar el ráfting y el hidrospeed. Cuenta con instructores especializados para el aprendizaje de las técnicas de dichos deportes.
Fue inaugurado el 5 de octubre de 1990. En 1992 fue acondicionado para la celebración de las competiciones de piragüismo en eslalon de los XXV Juegos Olímpicos.

## Historia
En 1982, debido a fuertes lluvias, se produjeron inundaciones en la Seo de Urgel. Por ello, el Ayuntamiento buscó maneras de evitarlas en el futuro y se llevó a cabo la canalización y reparcelación de los terrenos cercanos al río. Tras los Juegos Olímpicos de Seúl de 1988 el Comité Olímpico Internacional decidió restituir al programa la prueba de piragüismo en aguas bravas, ausente desde Juegos Olímpicos de Múnich de 1972. Para los Juegos Olímpicos de Barcelona de 1992 se transformó y adecuó la canalización antedicha y las pruebas de eslalon se celebraron en la población, convertida en sub-sede, en el denominado Parque Olímpico del Segre.

## Instalaciones

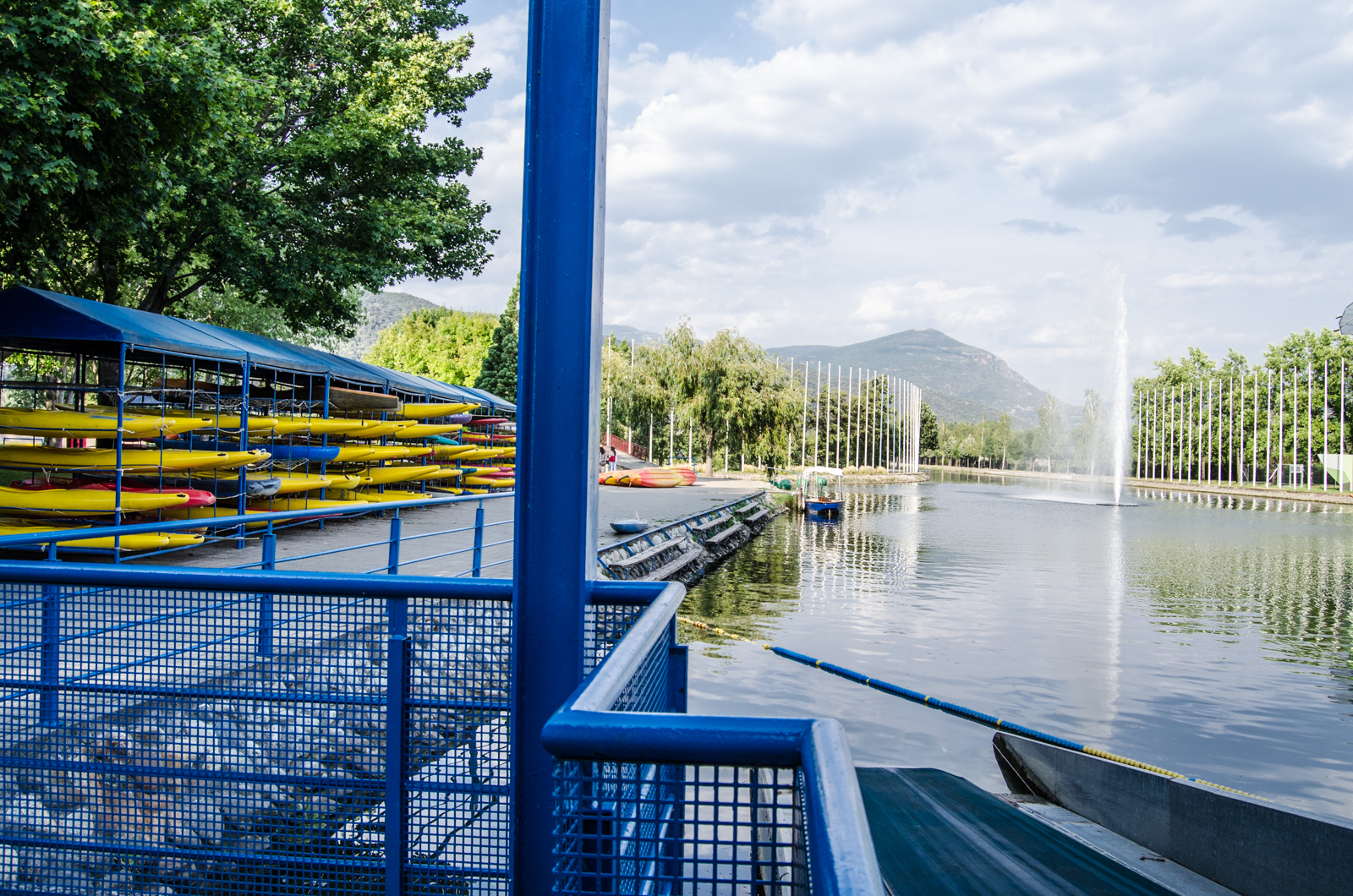
Canal de aguas tranquilas.

Cuenta con dos canales de piragüismo: el canal de aguas tranquilas, de 800 m de largo, y el de aguas bravas, de 500 m de largo, con un desnivel de 6,5 m y un caudal regulable de 5 a 15 m³/s. 
Un sistema de remontes mecánicos, único en el mundo, y una minicentral eléctrica que regula el caudal de agua, aseguran la actividad durante todo el año.
El conjunto cuenta, por último, con un edificio administrativo y de servicios. Hangares para el depósito o alquiler de las embarcaciones, kayak, canoa, ráfts, open-kayaks, hydrospeeds, etc.
Además de las actividades acuáticas, el parque ofrece un amplio abanico de posibilidades: bicicleta de montaña, visitas culturales y excursiones a pie dirigidas por monitores diplomados. El diseño del Parque Olímpico permite que diferentes colectivos como escolares, familias, empresas o jóvenes realicen actividades con programas distintos.

## Principales eventos
- 1992: Competiciones de piragüismo en eslalon en los Juegos Olímpicos de Barcelona 1992
- 1999: Campeonato Mundial de Piragüismo en Eslalon de 1999
- 2009: Campeonato Mundial de Piragüismo en Eslalon de 2009
- 2011: Campeonato Europeo de Piragüismo en Eslalon de 2011